# アメリカ合衆国の国章
アメリカ合衆国の国章（アメリカがっしゅうこくのこくしょう、Great Seal of the United States）は、アメリカ合衆国の国章として事実上使われている図柄である。この図柄は円形をしており、アメリカ合衆国の国璽の表（おもて）面の図柄に彩色したものである。
アメリカ合衆国は公式に国章を定めたことは一度もないが、国璽の図柄がパスポートなどさまざまな場面で用いられ、事実上の国章とみなされている。USドルの25￠の裏面やすべての紙幣にも描かれている(一部がアレンジされている)。

## 国璽（グレートシール）
グレートシール (great seal) は、国・地方政府・教会などの要職が、重要書類に押すシール（印章）である。
国のグレートシール（Great Seal、国またはそれに準ずる場合は大文字が使われる）は、国璽と訳される。璽は印章（特に皇帝の印章）の意味で、国璽とは国の印章の意味になる。
アメリカ合衆国の国璽は（イギリスの国璽同様）、平らな円盤状で、裏面にも図柄が彫られている。国璽の実物は、国務長官が保管している。国璽の実物には色は付いていないが、その図柄を国章として使う場合の色は公式に定められている。

## デザイン

### 表面
1枚目の画像のように、ハクトウワシが翼を広げたもの（ボールドイーグル）が描かれている。鷲の羽根の数は33枚で、鷲は13個の実と13枚の葉のついたオリーブの枝と13本の矢とをそれぞれの足に握り、「戦争と平和」および「平和への願い」を表している。またワシの頭はオリーブの枝のほうに向けられ、戦争のない平和な世界を願った思いがこめられている。鷲は合衆国のモットーである「E Pluribus Unum（ラテン語: 多数から一つへ）」が書かれた布をくわえている。鷲の頭上には「栄光」を表す13個の星が青地の中に輝いている。13個の星は六芒星（ダビデの星）の形に並べられている。
この六芒星は、独立戦争時にアメリカ側を金銭的に支援したヨーロッパのユダヤ人事業家達の中に、ハイム・ソロモンという投資家がおり、ジョージ・ワシントンが「勝った暁に投資の見返りに欲しい物」を尋ねたところ、「我々の民族の象徴をあなたの国の国章に入れていただきたい」という返答があったとされる。そのため、建国の父の多くがキリスト教徒（フリーメイソン）であったにもかかわらず、アメリカの国章にユダヤのシンボルが描かれているという、歴史的背景があるとされる。
図柄の13について
一部繰り返しになるが、この国章の上方には13の星、鷲の胸にある盾には13のストライプ、鷲が左方に持っているオリーブの葉は13葉、右方に持っている矢の数は13本、モットーも13文字になっている。すべてが13なのは、アメリカが独立したときの州の数が13州だったためと考えられる。ただし、1877年の旧案では、星とストライプの数こそ13だったが、オリーブの枝は実が4個と葉が9枚で、なぜか矢の本数が6本だった。

### 裏面
アメリカ合衆国の国璽には裏面がある。こちらには2枚目の画像のように、煉瓦造りの13層の金字塔型四角錐の上にプロビデンスの目が描かれている。上方の目玉は全て見通し、ピラミッドは新しく生まれた国家の光を浴びることを示したため、描かれた。
裏面の下部にあるラテン語 Novus ordo seclorum はウェルギリウスの言葉から取られたもので、「時代の新しい秩序 (a new order of the ages)」を意味し、それに対して上部にやはりラテン語で Annuit cœptis「(神は我々の) 企てを支持した (approved of undertakings)」と書かれている。
またピラミッドの底部にある「MDCCLXXVI」はローマ数字で1776、つまりアメリカ独立宣言の1776年を示している (M=1000, D=500, C=100, C=100, L=50, X=10, X=10, V=5, I=1 を全部加えると1776である)。
このデザインの原型となったのは、アメリカ独立戦争時に戦費調達のため発行した政府紙幣である大陸紙幣の内の、40ドル紙幣と50ドル紙幣である。40ドル紙幣には、万物を見通す目「プロビデンスの目」が、50ドル紙幣には、未完成の13段のピラミッドが、描かれていた。両紙幣のデザイナーは、建国の父と呼ばれる55人の内の一人である、フランシス・ホプキンソン（Francis Hopkinson）であった。彼は、アメリカ独立戦争末期の35ドル、45ドル、70ドル、そして80ドル札のデザインも手掛け、さらには、アメリカの国旗、国璽のデザイン委員会にも参加している。
又この国璽裏面のデザインはフリーメイソンリーの紋章と似ている為に、屢々この事を根拠に陰謀論者の間でアメリカ合衆国とフリーメイソンの関係性が唱えられることもある。
この国璽のデザイナーであるピエール・デュ・シミティエール）はフリーメイソンリーには所属していないが、1768年にアメリカ哲学協会(APS)）に入会しており、APSにはフリーメイソンリーに属する人物が数多くおり、APSは実質、フリーメイソンリー組織であった。
この目のついたピラミッドの正体は、「（イシスとオシリスの、あるいは、ヘルメス＝トリスメギストスの）ピラミッド」（エジプト神秘思想・ヘルメス主義・錬金術思想）であるとも「バベルの塔（の完成形）」（グノーシス主義・イルミニズム・サタニズム）であるとも「ソロモン神殿」（ユダヤ主義）であるとも、される。また聖書に頻出する「石塚」ともされる。